# Sziszián
Sziszián (örményül: Սիսիան) város Örményország Szjunik tartományban, az ország délkeleti részén, kb 200 km-re délre Jerevántól és 115 km-re északra Szjunik tartomány fővárosától, Kapantól. Gorisz, Kapan és Meghri után a megye 4., valamint az ország 20. legnépesebb települése. Regionális központ, a Szisziáni járás székhelye. A város történelmi és kulturális örökségéről, valamint természeti szépségeiről ismert.

## Földrajz és éghajlat
Sziszián a Vorotán folyó völgyében, a folyó két partján terül el, 1600–1650 méteres tengerszint feletti magasságban, hegyvidéki, dombokkal és kiterjedt felföldekkel tarkított vidéken. A 3563 méter magas Ughtasar-hegy északról tekint Szisziánra, míg a 3552 méter magas Mets Ishkhanasar-hegy a várostól 13 km-re keletre található.
Sziszián éghajlata mérsékelt kontinentális jellegű, a téli hónapok hidegek és hóval borítottak, míg a nyarak viszonylag enyhék, a nappali hőmérséklet ritkán haladja meg a 30 °C-ot. Az átmeneti évszakok gyorsan váltakoznak, a csapadék főként tavasszal és nyár elején esik. Így fekvésének köszönhetően Sziszián klímája átlagosan hűvösebb, mint Jereváné.

## Történelem
A település környéke ősidők óta lakott, régészeti lelőhelyei a bronzkorig nyúlnak vissza. A középkorban Szjunik fejedelemség része volt, majd különböző birodalmak fennhatósága alá került (perzsa, oszmán, orosz). A város mai formájában a szovjet időszakban fejlődött ipari és kulturális központtá. A település korábban Sziszavan, Sziszakan és Gharakilisa néven is ismert volt.

## Lakosság
A város lakossága 13 179 fő, akik többségükben örmény nemzetiségűek. A népesség az utóbbi évtizedekben, követve az általános elvándorlási trendeket a vidéki Örményországban, csökkenő tendenciát mutat.

## Gazdaság és közlekedés
Sziszián gazdaságát hagyományosan a mezőgazdaság és kisebb ipari létesítmények határozzák meg. A városon áthalad az észak–déli közlekedési útvonal, amely összeköti Jerevánt Iránnal, így Sziszián fontos tranzitpontnak számít. Ugyanez az út volt a fő összeköttetése Jerevánnal és Örményország többi részével a többségében örmények lakta Hegyi-Karabahnak, amely azonban a 2023-ban folyt háború után teljesen azeri fennhatósága alá került, és a teljes, 100-150 ezer fős örmény lakosság elmenekülésével zárult. Örményország új, épülő észak-déli főútja érinteni fogja Szisziánt. Az út célja Örményország és Irán közlekedési kapcsolatának a fejlesztése és lerövidítése, mivel a jelenlegi főút, amely Szjunik tartományon halad végig az agaraki határállomásig, órákat vesz igénybe, szerpentines, hegyes-dombos vidékeken halad át, ami megnehezíti a gazdaság és a nemzetközi kereskedelem fejlődését.

## Kultúra és látnivalók
Sziszián környéke több kulturális és történelmi műemléknek ad helyet. A város központjában található főtemploma a Sziszavanq (Սիսավանք) Szent János templom. A város mellett található az örmény Stonehenge-nek becézett Zorac Karer nevű megalitikus régészeti lelőhely. A természeti látnivalók közé tartozik a Shaki vízesés a várostól északra, valamint a Tolorszi víztározó. Ezek mellett, Szisziánban kulturális központ, múzeum és emlékművek is találhatók a háborúk áldozatainak tiszteletére.